# László Cseh
László Cseh (Budapeste, 3 de dezembro de 1985) é um nadador húngaro, medalhista olímpico.

## Carreira

### Atenas 2004
Competindo nos Jogos Olímpicos em 2004, terminou em terceiro lugar na prova dos 400 metros medley, ficando atrás de Michael Phelps e Erik Vendt dos Estados Unidos. Cseh completou seu curso de natação ainda novo, e ele conquistou a vitória em diversas provas de natação na Hungria.

### Pequim 2008
Nos Jogos Olímpicos de Pequim em 2008, conquistou três medalhas de prata, sendo nas provas de 200 m e 400 m medley e na prova dos 200 m borboleta. Em todos esses três eventos, ele bateu o recorde europeu e ficou atrás somente de  Phelps (que conquistou cada prova em primeiro lugar e bateu o recorde mundial).
Cseh tem 1,88 m de altura e pesa 82 kg. Ele é treinado por György Turi e Zoltán Nemes, e também é membro do clube Kőbánya Sport Club.